# Справедливість заради миру на Донбасі
Коаліція «Справедливість заради миру на Донбасі» — неформальне об'єднання 17 українських правозахисних організацій та ініціатив. Учасники Коаліції об'єднали свої зусилля для узгодженого документування порушень прав людини, що сталися під час збройного конфлікту на сході України.
Коаліція зосереджується на зборі інформації про найбільш тяжких порушеннях прав людини і порушення норм міжнародного гуманітарного права в рамках збройного конфлікту на Донбасі. Організації, що входять до Коаліції, спільно заповнюють базу даних, в якій зібрано інформацію про порушення прав людини. Таким чином, зусилля по документуванню порушень об'єднуються і робота по захисту прав людини в умовах конфлікту стає більш ефективною.

## Члени Коаліції
Більшість учасників Коаліції — це громадські об'єднання з Луганської та Донецької областей.
Організаціями, що входять до Коаліції, є:
- Алчевський правозахисний аналітичний центр,
- Громадський комітет захисту конституційних прав і свобод громадян,
- Громадська організація «Мирний берег»,
- Громадський рух «Очищення»,
- Донбас SOS,
- Донецький меморіал,
- Еколого-культурний центр «Бахмат»,
- Луганська правозахисна група,
- Луганський обласний правозахисний центр «Альтернатива»,
- правозахисний центр «Поступ» / Восток-SOS,
- Старобільська громадська організація «Воля»,
- Старобільська районна громадська правозахисна жіноча організація «Вікторія»,
- Східноукраїнський центр громадських ініціатив,
- Українська Гельсінська спілка з прав людини,
- Харківська правозахисна група,
- Центр громадянських свобод / Євромайдан SOS,
- Центр «Соціальна дія».

Партнерами Коаліції є Програма розвитку ООН в Україні та Міжнародний фонд «Відродження».

## Історія
Об'єднання засноване в 2014 році. Однією з перших спільних ініціатив учасників Коаліції став проект, підтриманий Гельсінським фондом з прав людини (Варшава), в рамках якого організації-члени спільно здійснили збір свідчень понад 150 осіб, які перебували в незаконних місцях позбавлення волі, підконтрольним «ДНР» та «ЛНР».

## Діяльність
У 2015 році Коаліція випустила звіт, заснований на опитуваннях людей, яких утримували в імпровізованих в'язницях під час військового протистояння в Донецькій і Луганській областях: «Ті, що пережили пекло: свідчення жертв про місця незаконних позбавлень волі на Донбасі» [Архівовано 17 квітня 2016 у Wayback Machine.] На даний момент організації, що входять до Коаліції, продовжують документувати випадки незаконного утримування людей в місцях несвободи, як з боку формувань «ДНР» та «ЛНР», так і з боку українських добровольчих батальйонів і української армії. Також ведеться робота по дослідженню випадків залучення неповнолітніх в збройні формування і випадків гендерного насильства.